# Euchelus quadricarinatus
Euchelus quadricarinatus är en snäckart som först beskrevs av Holten 1802.  Euchelus quadricarinatus ingår i släktet Euchelus och familjen pärlemorsnäckor. Inga underarter finns listade i Catalogue of Life.